# Compacité (cristallographie)
Pour les articles homonymes, voir Compacité.
En cristallographie, la compacité (ou taux de remplissage) d'un édifice cristallin, dans le modèle des sphères dures, est la fraction volumique des sphères. C'est le taux réel d'occupation de l'espace.
On fait généralement le calcul dans une maille (conventionnelle) :
{\displaystyle c={\frac {V_{\mathrm {s} }}{V}}}
où :
{\displaystyle c} est la compacité,
{\displaystyle V_{\mathrm {s} }} le volume occupé par les sphères de la maille (pour les sphères dont le centre est situé à la périphérie de la maille, on ne compte que la partie de la sphère incluse dans la maille),
{\displaystyle V} le volume de la maille.

## Exemples de compacités
Ci-dessous une liste de systèmes cristallins avec leur compacité :
- hexagonal : 0,74[1] ;
- cubique à faces centrées (cfc) : 0,74[1] ;
- cubique centré (cc) : 0,68[1] ;
- cubique simple : 0,52[1] ;
- structure diamant : 0,34.

La plupart des métaux cristallisent selon une structure hexagonale, cubique centrée ou cubique à faces centrées.

### Système cubique centré

Structure de système cubique centré

Dans le cas d'un réseau cubique centré, par exemple, les sphères sont situées sur chacun des sommets du cube plus une au centre. On a donc huit fois un huitième de sphère (étant donné qu'un sommet est partagé entre huit cubes) plus une sphère complète. Le volume total des sphères est donc égal au volume de deux sphères, soit {\displaystyle V_{\mathrm {s} }=2\cdot {\frac {4}{3}}\pi R^{3}}, où {\displaystyle R} est le rayon de la sphère (donc le rayon atomique). 
Le volume de la maille est donné par {\displaystyle V=a^{3}}, où {\displaystyle a} est l'arête du cube. 
Les sphères sont en contact selon la grande diagonale du cube (les atomes aux coins ne se touchant pas) ; cette grande diagonale vaut {\displaystyle a{\sqrt {3}}}, et équivaut à quatre fois le rayon ({\displaystyle 4R}) des sphères (une fois le rayon pour la sphère d'un des coins, deux fois le rayon pour la sphère centrale et un dernier rayon pour la sphère du coin opposé) : {\displaystyle 4R=a{\sqrt {3}}}. On en déduit donc que {\displaystyle a={\frac {4R}{\sqrt {3}}}}. 
La compacité du réseau cubique centré vaut donc 
{\displaystyle {\frac {V_{\mathrm {s} }}{V}}={\frac {2\cdot {\frac {4}{3}}\pi R^{3}}{\left({\frac {4R}{\sqrt {3}}}\right)^{3}}}={\frac {2\cdot {\frac {4}{3}}\pi \cdot R^{3}}{{\frac {64}{3{\sqrt {3}}}}\cdot R^{3}}}=68\ \%}

## Empilement compact ou non
Dans un empilement compact, par définition, la compacité est maximale et égale à {\displaystyle {\frac {\pi }{3{\sqrt {2}}}}}. Il existe un lien direct entre la compacité d'un cristal et sa masse volumique, donc sa densité.
On peut calculer la compacité dans des cas simples, comme les deux cas d'empilements compacts que sont les réseaux hexagonal compact et cubique à faces centrées. Dans les deux cas, la compacité vaut 74 %.
Pour une structure diamant la compacité vaut 34 %.